# Astara (Azerbaiyán)
Astara  es una localidad de Azerbaiyán, capital del raión homónimo. Es una ciudad fronteriza con Irán, y del otro lado de la frontera se encuentra una ciudad iraní de igual nombre. 
Se encuentra a una altitud de -22 m sobre el nivel del mar. 

## Demografía
Según estimación 2010 contaba con 16583 habitantes.